# Ramon Gener Sala
Ramón Gener Sala noto come Ramón Gener (Barcellona, 1967) è un musicista, umanista e scrittore spagnolo.
Laureato in scienze umane e commerciali, ha anche ricevuto una formazione in pianoforte e canto. Dopo diversi anni di lavoro come baritono, ha smesso di cantare e ha iniziato il suo percorso come divulgatore musicale in radio e televisione. Nel 2011, ha iniziato la sua carriera televisiva come conduttore del programma Opera in jeans . Successivamente ha diretto e presentato This is Opera (2015), This is Art (2017 e 2018) e 200; una notte al Prado (2019)

## Biografia
Fin da piccolo ascoltava l'opera e la musica classica a casa grazie a sua madre. Ha iniziato a ricevere lezioni di musica all'età di 6 anni presso il Conservatorio Superiore di Musica del Liceo di Barcellona, dove ha ricevuto lezioni di pianoforte fino all'età di 11 anni, formandosi con la pianista Anna Maria Albors. Dopo una pausa nella sua adolescenza, a 18 anni considerò la possibilità di cantare lirica e iniziò a studiare canto sotto la supervisione del soprano Victoria de los Ángeles .  Ha completato i suoi studi vocali privati a Varsavia con il baritono Jerzy Artysz e a Barcellona con il tenore Eduard Giménez.
Ha debuttato come un cantante nel Palacio de la Música Catalana nel ruolo del protagonista nell'opera del Noye Fludde da Benjamin Britten . Da allora ha cantato come baritono orazioni come il Requiem di Fauré, lo Stabat Mater di Franz Schubert o il Magnificat di Bach e opere come Le nozze di Figaro (Almaviva), L'elisir d'amore (Belcore), Il Barbiere di Siviglia (Figaro), Carmen (Dancaire), Il pipistrello (Eisenstein), Così fan tutte(Guglielmo) o Il flauto magico (Sprecher). Nella stagione 1999-2000 ha debuttato al Gran Teatre del Liceu con Sly, ovvero La leggenda del dormiente risvegliato .  La stagione successiva è tornata a cantare nell'opera Billy Budd di Benjamin Britten.
In seguito ha lasciato il canto, ma ha continuato a essere legato al mondo della musica dando lezioni e corsi sulla storia della musica e dell'opera, a quel punto ha ricevuto una proposta per lavorare in televisione e radio.
In radio lavora come collaboratore dei programmi "Versió" su RAC1 (in catalano) e "De Pe a Pa" su RNE. Ha inoltre collaborato per due stagioni nel programma Today della Cadena SER.
Nel 2011, il programma informativo Opera in Jeans, in cui l'opera è stata spiegata e analizzata in modo informale, è stato presentato in anteprima sul canale 33 di Catalonia Television . Il programma, che è stato trasmesso in onda per tre stagioni, è stato nominato alla 18ª edizione degli Zapping Awards, assegnati dagli Associated Television Viewers of Catalonia (TAC) nella categoria del miglior programma informativo / culturale / documentario. 
Nel 2014 ha pubblicato in catalano il libro "Se Beethoven potesse ascoltarmi" (Si Beethoven pogués escort-me) dove Ramón Gener condivide storie, aneddoti curiosi e pennellate biografiche dei migliori compositori del 18° e XIX secolo mescolati con le sue esperienze personali.  Il libro è stato pubblicato l'anno seguente in spagnolo e nel 2017 in portoghese.
Nel 2015 ha diretto e presentato il programma This is Opera , una coproduzione internazionale (Brutal Media TV, RTVE e Unitel Classica) di 30 puntate registrate in spagnolo e inglese, dove Ramón Gener è conduttore, esperto, pianista e intrattenitore.  In Spagna, è stato trasmesso su La 2. Il programma è stato trasmesso anche in Germania, Austria e Svizzera (Servus TV), Italia (RAI 5), Portogallo (RTP2), Lettonia (LTV e Lattelecom), Australia (Foxtel Arts), Messico(Canale 22 e Film & Arts), Colombia, Cile e Argentina (Film & Arts), Corea del Sud (NATV), Mongolia (MNB) e Singapore (Canale 5). This is Opera è stato premiato nella XXI edizione dei premi Zapping come miglior programma informativo / culturale / documentario e Ramón Gener ha vinto il premio come miglior presentatore. 
Nel 2016 ha pubblicato il suo secondo libro in spagnolo e catalano, "L'amore ti renderà immortale" . Un libro in cui l'autore viaggia attraverso il tempo e lo spazio con il dio greco del destino, Moira. In questo viaggio, l'autore incontra personalità diverse dal mondo della musica, per comprendere il lutto causato dalla morte di suo padre a causa della malattia di Alzheimer . 
Nel 2017 e 2018 ha diretto e presentato il programma This is Art , una coproduzione di 24 episodi (Brutal Media TV, TV3 e Movistar) registrata in catalano, spagnolo e inglese, dove Ramón Gener fa un viaggio attraverso la storia dell'arte attraverso emozioni umane. Oltre alla Spagna, il programma è stato trasmesso in Italia (RAI 5), Portogallo (RTP2), paesi della regione MENA ( Al-Jazeera ), Croazia (HRT), Grecia, Hong Kong, Messico (Canale 22) e Nuova Zelanda, diventando la serie di documentari catalani più venduta.  This is Art ha ricevuto la XXIII edizione del premio Zapping per il miglior programma informativo / teatrale / documentario. 
Nel 2019 ha diretto e presentato il programma 200; una notte al Prado , una miniserie di quattro episodi prodotta da RTVE per commemorare il bicentenario del Museo Nazionale del Prado a Madrid . 

### Accuse di plagio
Nel 2017, è stato reso noto su Facebook, YouTube e altri siti di notizie che due delle sue analisi musicali per RAC1 e Cadena SER potrebbero essere plagio. La sua analisi "What is behind Bohemian Rhapsody"  si basava su un'analisi di Marcelo Arce per Radio Continental il 26 ottobre 2009 sul programma Fernando Bravo. , Sebbene Ramón Gener abbia approfondito e contribuito con nuovi esami, commenti e punti di vista sulla canzone. Il 16 ottobre 2017 ha pubblicato "Un gesto può cambiare tutto", che ha copiato l'analisi di "Les Misérables: la Best Escape de Bach" (20 luglio 2017) di Jaime Altozano.  Ramón Gener ha incolpato uno dei suoi collaboratori per plagio e ha affermato di non essere a conoscenza del lavoro di Jaime Altozano. Ramón Gener ha rivendicato la sua innocenza, si è scusato in pubblico dopo aver parlato personalmente con Jaime Altozano la controversia tra i due è stata risolta nel miglior modo possibile.

## Pubblicazioni
- 2014: Se Beethoven pogués mi scorta (in catalano). Editoriale Ara Books
- 2015: Se Beethoven potesse sentirmi . Editorial Now Books
- 2016: L'amore ti renderà immortale . Editoriale Plaza & Janes
- 2016: L'amor et fará immortal (in catalano). Editoriale Ara llibres
- 2017: Beethoven pudesse ouvir-me (in portoghese). Editora Objectiva

## Televisione
- Opera in jeans (2011, 2012, 2013). Conduttore. Prodotto da Brutal Media per Televisió de Catalunya.
- This is Opera (2015). Conduttore e regista. Prodotto da Brutal Media, RTVE e Unitel Classica.
- This is Art (2017 e 2018). Conduttore e regista. Prodotto da Brutal Media, Televisió de Catalunya e Movistar +
- 200; una notte al Prado (2019). Conduttore e regista. Prodotto da Brutal Media per RTVE